# ويداستاديون
ويداستاديون (بالألمانية:  Wedaustadion) هو ملعب لكرة القدم سابق، يقع في مدينة دويسبورغ بألمانيا، بُني في عام 1921، وتم هدم الملعب في عام 2003. كانت تبلغ السعة الإجمالية للمتفرجين حوالي 30,112 ألف متفرج، وكان يعتبر المقر الرئيسي لنادي دويسبورغ لكرة القدم.